# Gromada Bestwina
Gromada Bestwina war eine Verwaltungseinheit in der Volksrepublik Polen zwischen 1954 und 1972. Verwaltet wurde die Gromada vom Gromadzka Rada Narodowa dessen Sitz sich in Bestwina befand und der aus 27 Mitgliedern bestand.

Die Gromada Bestwina gehörte zum Powiat Bielski in der Woiwodschaft Katowice (damals Stalinogród) und bestand aus der ehemaligen Gromada Bestwina und Teilen der Gromada Bestwinka (südlich der Bahnlinie Trzebinia - Zebrzydowice) der aufgelösten Gmina Bestwina.
Zum 31. Dezember 1959 wurde die Gromada Janowice aufgelöst und der Gromada Bestwina zugeordnet.
Mit der Gebietsreform zum 1. Januar 1973 wurde die Gromada Bestwina aufgelöst und die Gmina Bestwina wurde wieder gebildet.